# Plopsaland Deutschland
Koordinaten: 49° 19′ 11″ N, 8° 17′ 41″ O
Das Plopsaland Deutschland (ehemals Holiday Park) ist ein Freizeitpark in Haßloch im südlichen Rheinland-Pfalz. Es wurde im Jahre 1971 eröffnet und gehört seit November 2010 zum belgischen Freizeitpark-Betreiber Plopsa.

## Allgemeines

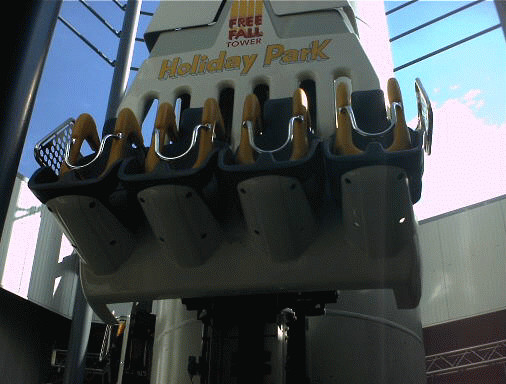
„Free Fall Tower“ (von innen)

Im Park wurde der erste Freifallturm („Free Fall Tower“) und der erste Rapid River Ride („Donnerfluss“) Deutschlands errichtet. Bekannteste Attraktion des Parks dürfte seit 2001, vor allem durch das überregionale Medien-Echo, die Achterbahn „Expedition GeForce“ sein.
Mit dem Verkauf des Freizeitparks an die belgische Unternehmensgruppe Studio 100 wurde der Holiday Park zu einem Themenpark mit einzelnen, zusammenhängenden Themengebieten umgestaltet. Unter dem Titel „Majaland“ entstand so bis zum Sommer 2012 auf dem Platz des ursprünglichen Ein- und Ausgangs ein neuer Parkbereich mit elf Attraktionen. Im Zuge dessen wurde ein neuer Ein- und Ausgangsbereich auf dem früheren Platz des „Tanzenden Pavillons“ und des „Ballon Race“ erbaut. Zum Jahr 2016 wurde die Sanierung des Parkplatzes abgeschlossen.
Das ursprüngliche Parkmaskottchen war der Papagei Holly. Durch den Kauf des Holiday Parks von Studio 100 wurden die Maskottchen Biene Maja, Wickie, Heidi, Mia und Tabaluga, sowie deren Freunde eingeführt.

## Geschichte

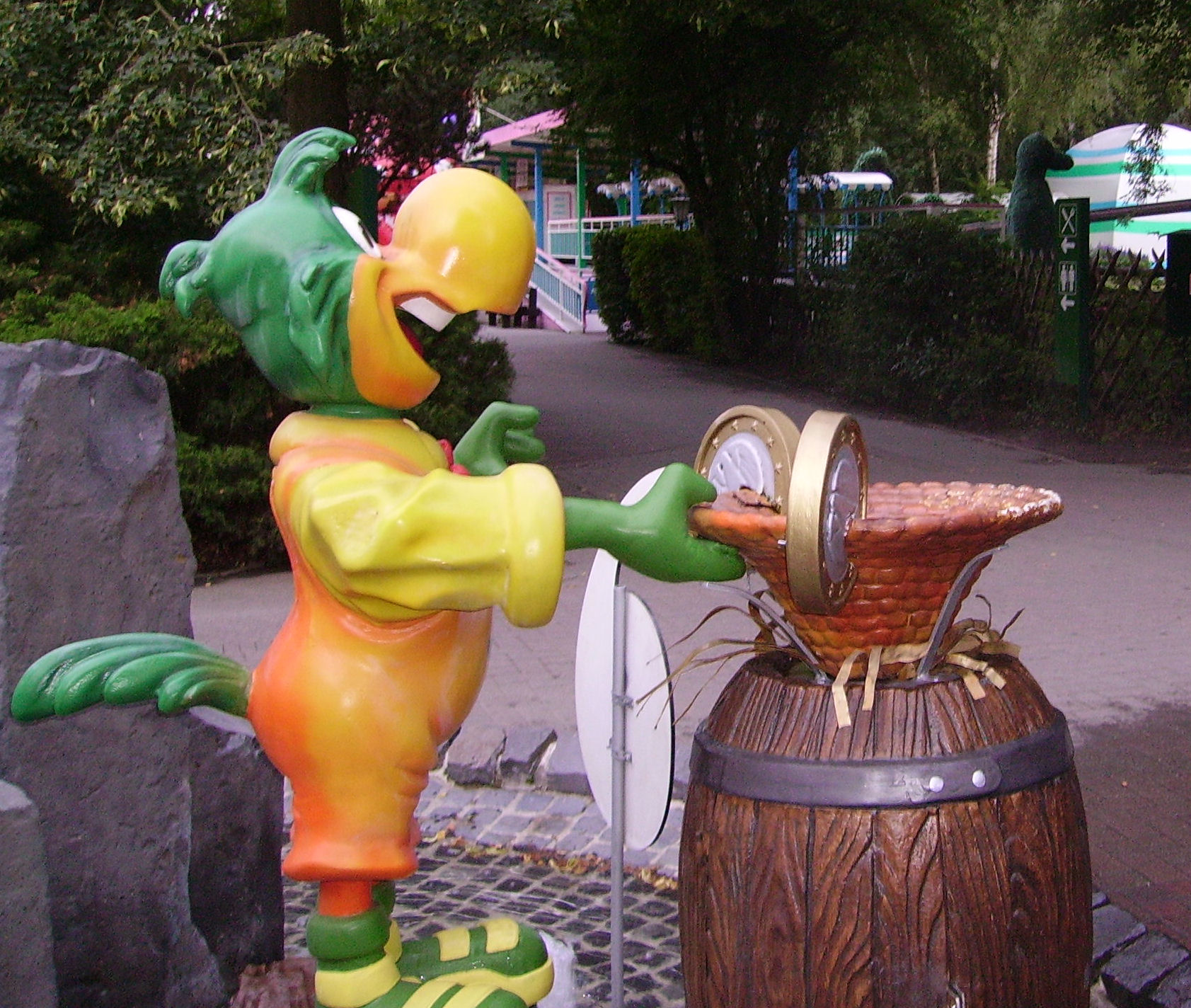
Der Holly-Brunnen (2001 bis 2012)

Der ursprüngliche „Märchenpark Haßloch“ wurde 1970 von der Familie Schneider gekauft und 1971 unter ihrer Führung eröffnet. Die Familie Schneider besaß seit mehreren Generationen einen „Liliputaner-Zirkus“. Mit dem Kauf des Parks in Haßloch bekam dieser in Form eines „Liliputanerdorfes“ einen festen Ort. Der als „Liliputstadt“ bezeichnete Bereich existierte bis 1996 und bestand aus einsehbaren, in Häuserform verkleideten Wohnwagen, die von Kleinwüchsigen bewohnt wurden. Ansonsten wurden in der ersten Saison die Attraktion „Wilde Maus“ und eine Delphinshow in einem Delphinarium geboten. Es verblieben aber auch zunächst noch Elemente aus dem Märchenpark vor 1971. In den darauffolgenden Jahren wurde der Park mit weiteren Shows und Attraktionen ergänzt. 1973 erhielt der Park den Namen Holiday Park. Anfangs besaß der Park eine Fläche von 70.000 m², die bis heute (2015) auf über 400.000 m² wuchs. In den Jahren 2002 und 2003 fand auf der „Expedition GeForce“ der Coastermarathon des amerikanischen Hochschullehrers Richard Rodriguez statt. Später ist für den „King of Rollercoaster“ ein Denkmal neben der Bahn errichtet worden.
Im Jahr 2004 wurde der Themenbereich „Hollys Kinderland“ mit den Attraktionen „Hollys Honigtöpfchen“, „Miss Dollys Hummeltanz“, „Robs-Piraten-Floßfahrt“, „Burg Holly“, einer Abenteuer-Spielburg, einem Theater und „Hollys Dschungel“ eröffnet. Seit 2012 befindet sich an dieser Stelle das „Majaland“.
Am 3. November 2010 gab das belgische Studio 100 den Kauf des Holiday Parks bekannt. Es sollten in den folgenden vier Jahren 25 Millionen Euro investiert werden und dabei auf die Lizenzen zu Wickie, Pippi Langstrumpf, Biene Maja, Tabaluga sowie Heidi zurückgegriffen werden, die das Unternehmen 2008 erworben hatte. Seitdem wird der Holiday Park als Teil der Freizeitparkgruppe Plopsa betrieben, einer Tochterfirma von Studio 100.
In der Saison 2011 wurde das Angebot speziell für Kinder unter anderem bereits durch „Hollys Fahrschule“ und die „Tanzenden Fontänen“ erweitert. Mit dem Bau des „Majaland“ wurden elf weitere Kinderattraktionen ergänzt, die den Park auch für Familien mit kleineren Kindern attraktiv machen sollen.

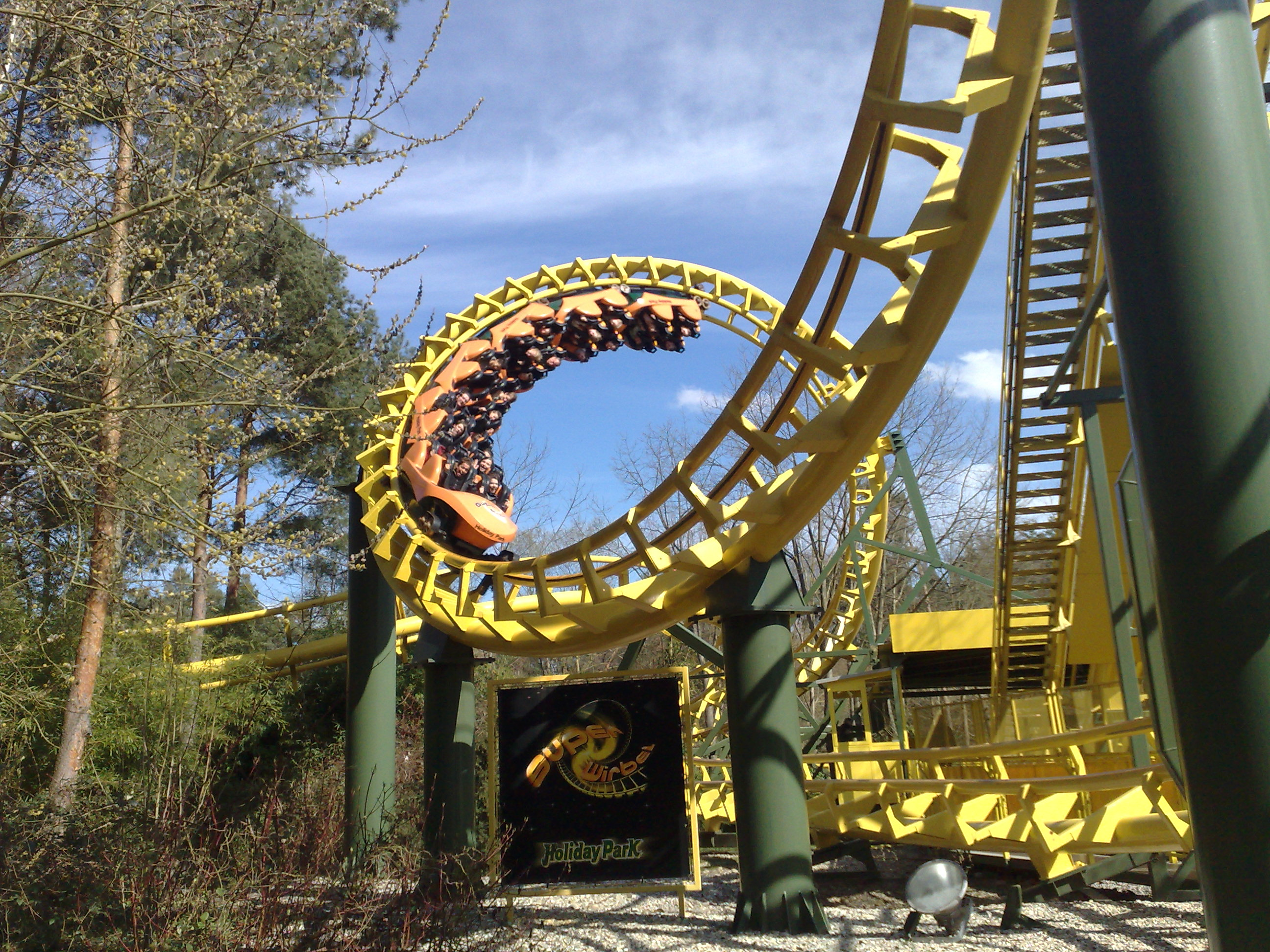
„Superwirbel“

Die Achterbahn „Superwirbel“ bestand von 1979 bis 2013. Sie war die älteste stationäre Achterbahn Deutschlands. Am ehemaligen Standort des Superwirbels wurde am 12. April 2014 die Achterbahn „Sky Scream“ (Modell Sky Rocket II) eröffnet.
Am 15. August 2014 kam es im Holiday Park zu einem tödlichen Unfall, bei dem ein elfjähriges Mädchen starb. Das Unglück ereignete sich an einem Fahrgeschäft vom Typ Breakdance, das den Namen „Spinning Barrels“ trug und daraufhin nicht mehr in Betrieb genommen wurde. Die Anlage wurde verkauft und nach Ende der Gerichtsverhandlungen abgebaut. Im Juni 2016 wurde der 22-jährige Bediener des Fahrgeschäfts wegen fahrlässiger Tötung zu einer Geldstrafe verurteilt, da er seine Sorgfaltspflicht vernachlässigt habe. Seine beiden Vorgesetzten, ein Abteilungsleiter und ein Vorarbeiter, wurden freigesprochen. Das Urteil gegen den Bediener ist rechtskräftig, im März 2017 begann ein Berufungsprozess gegen den Abteilungsleiter und den Vorarbeiter. Am 27. Juli 2017 bestätigte das Landgericht Frankenthal den Freispruch für die beiden Angeklagten und wies die Berufung der Staatsanwaltschaft sowie der Nebenkläger zurück.
Die besucherstärksten Tage sind die vier „Halloween Fright Nights“. Mit 21.300 Besuchern wurde am 31. Oktober 2017 ein neuer Rekord seit der Übernahme durch Plopsa aufgestellt.
Im Jahr 2018 wurde die 5000 m² große Holiday Indoor Halle mit den Attraktionen „Tabalugas Achterbahn“, „Mias Elfenflug“, „Bauernhof Karussell“, „Riesenrutsche Abenteuerwald“ und „Bällchenbad“ eröffnet.
Am 28. Juni 2025 wurde der Park durch den Betreiber Plopsa in „Plopsaland Deutschland“ umbenannt.

## Themenbereiche

### Haupteingang

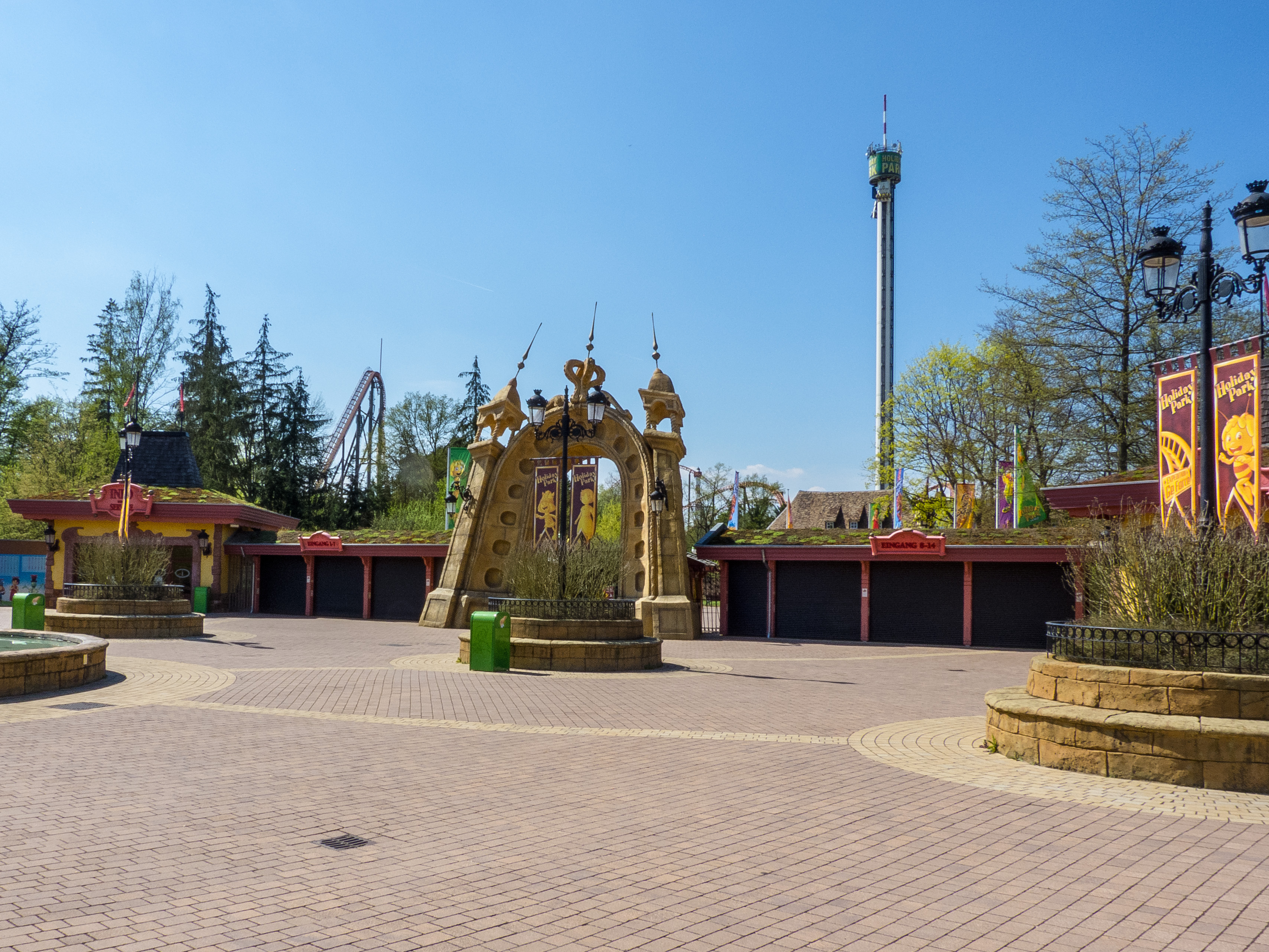
Vorplatz mit Achterbahn und Free Fall Tower im Hintergrund

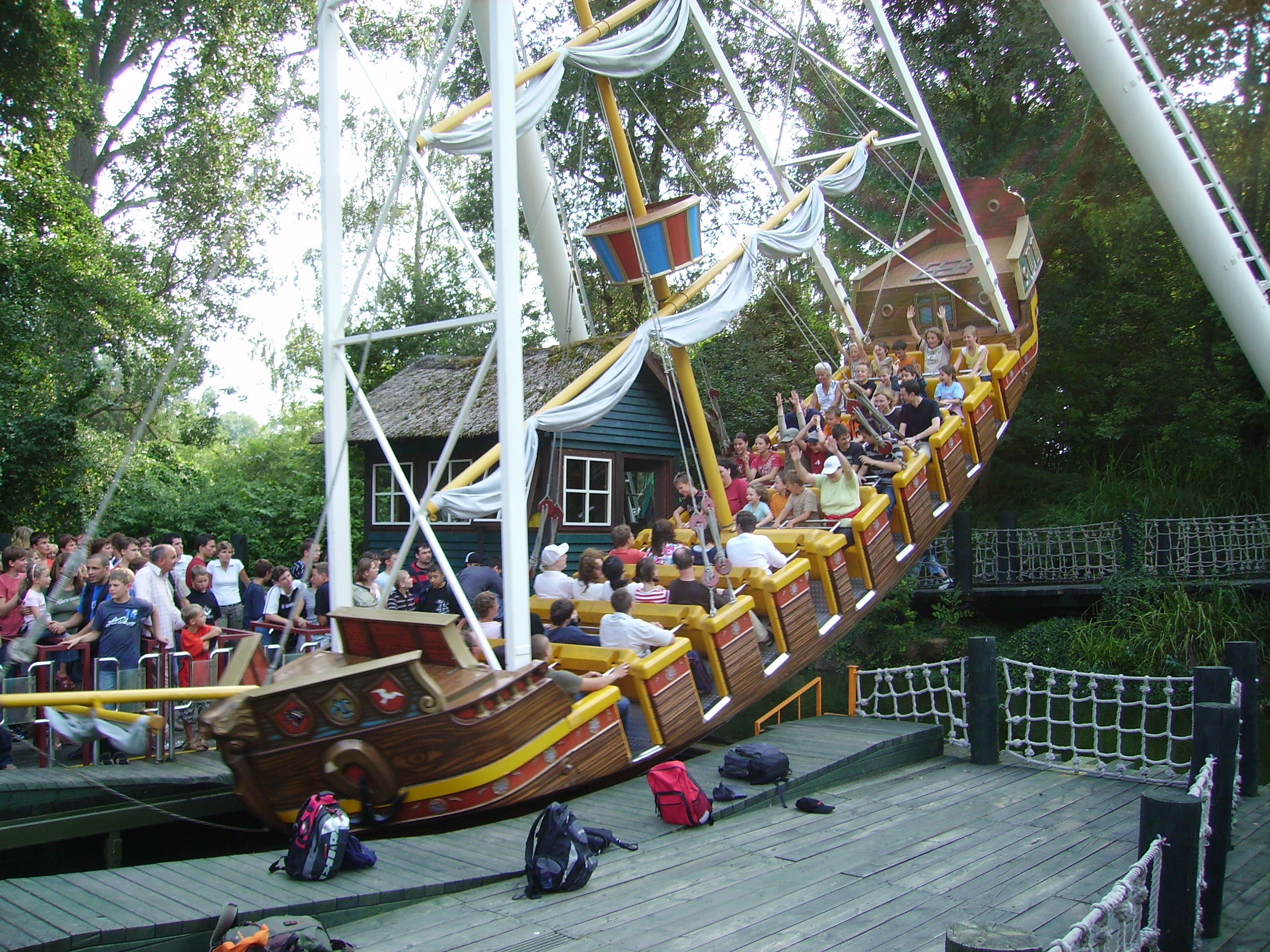
Das 2021 abgerissene „Sturmschiff“

- Vorplatz (seit 2012)

Einrichtungen und Shops:
- Info und Service
- Meeting Point
- Schließfächer
- Bollerwagen-Verleih
- Foto-Store

Meet & Greets:
- Maja & Willi
- Tabaluga & Holly
- Wickie & Halvar
- Mia and Me

### Platz der Fontänen
Attraktionen:
- „Free Fall Tower“ – 70 m hoher Giant Drop von Intamin[19]
- „Tanzende Fontänen“ (diese Springbrunnen sind ein Markenzeichen von Plopsa)

Einrichtungen und Shops:
- Plopsa Shop
- Geldautomat

Restaurants und Snacks:
- „Fontänen Snack“ (Döner- und Pommes-Imbiss)

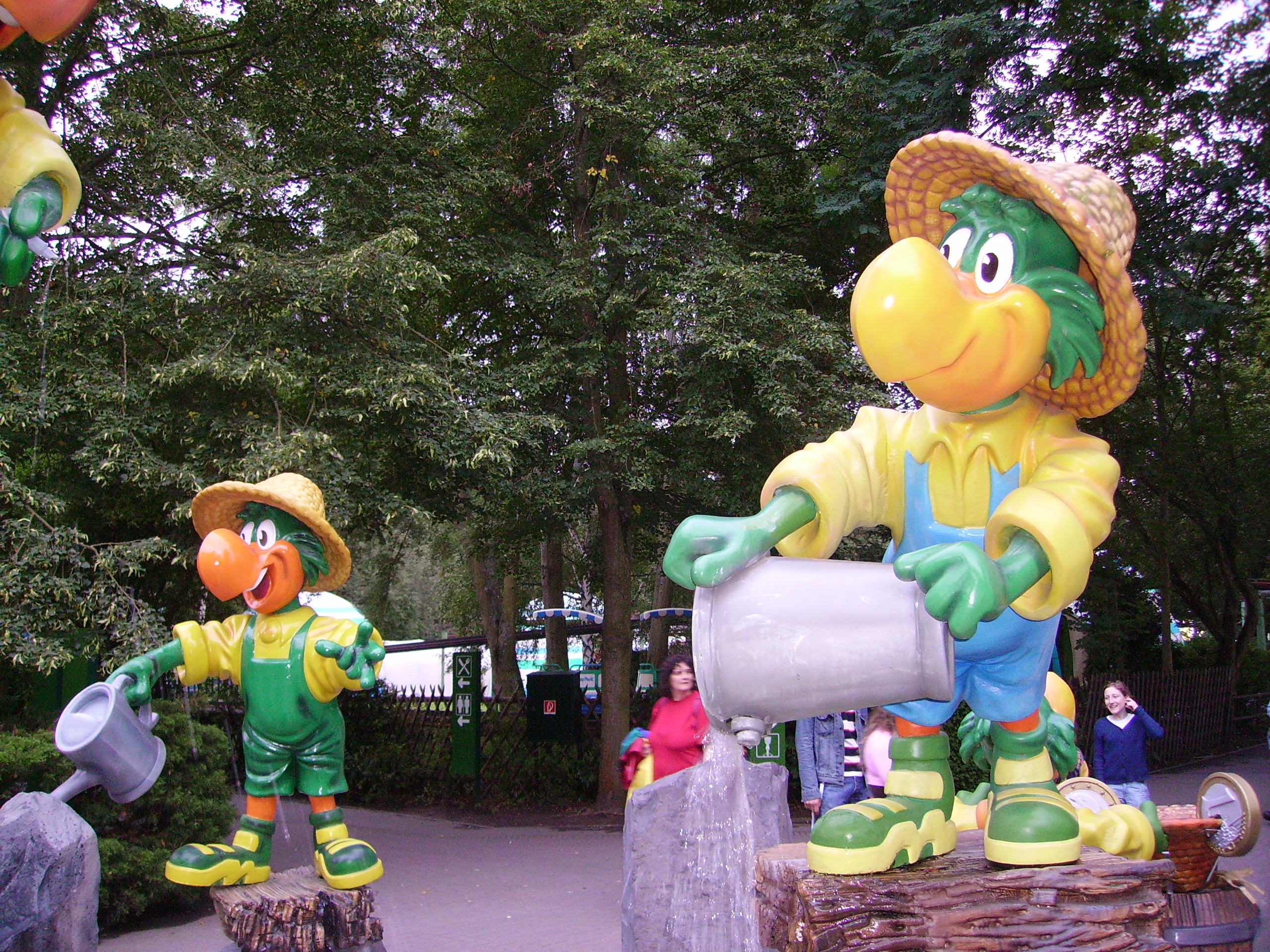
Maskottchen des Holiday Parks

- BBQ Grill
- Sweets & Flammkuchen

Showbühnen:
- Main-Stage

### Holiday Indoor
Attraktionen:
- „Tabalugas Achterbahn“ (Familienachterbahn) – Force Two von Zierer
- „Mias Elfenflug“ – Flugkarussell von Zamperla
- „Bauernhof Karussell“ – Tierkarussell von Wooddesign
- „Riesenrutsche“ – Wellenrutsche von Zamperla
- „Bällchenbad“ – Bällebad von Bällebau Zierer
- „Abenteuerwald“ – Kletterbaum
- „Heidis Spielplatz“ – Spielplatz

Restaurants und Snacks:
- „Alpen Grill“

Einrichtungen und Shops:
- Indoor Shop (Souvenirs etc.)

Shows:
- Theater mit über 500 Sitzplätzen

Meet & Greets:
- Tabaluga & Holly
- Mia and Me

### Majaland
Attraktionen:
- „Maja’s Blütensplash“ – Flying Fish von Zierer (Rundfahrt, bei der man selbst die Höhe bestimmt)
- „Verrückter Baum“ – „Kontiki“ von Zierer
- „Blumenturm“ – Freifallturm von Zierer (der „kleine Bruder“ des „Free Fall Towers“)
- „Flip, der Grashüpfer“ – Reitbahn von Metallbau Emmeln
- „Schmetterlingsflug“ – Magic Bikes von Zamperla
- „Die Frösche“ – Jump Around von Zamperla
- „Mini-Cars“ – Autoscooter von Ihle Rides
- „Lara’s Marienkäferflug“ – Junior Jet von Zamperla
- „Willi’s Floßfahrt“ – Mini Boats von Zamperla
- „Bienchenwirbel“ – Mini Tea Cups von Zamperla
- „Rieseneimer“ – Spielplatz von Automatic Spraying Systems
- „Majas Spielplatz“

Restaurants und Snacks:
- „Maja Burger“
- „Der süße Stein“ (externer Betreiber)

Meet & Greets:
- „Maja mit Freunden“

### Base Camp
Attraktionen:

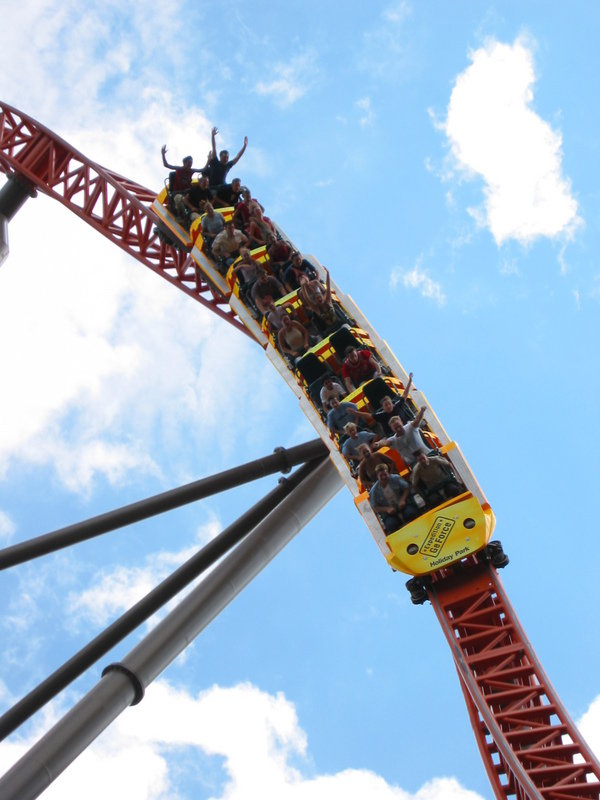
„Expedition Geforce“

- „Expedition GeForce“ – Megacoaster von Intamin

Einrichtungen:
- „Foto Station“ (Onride-Fotos der „Expedition GeForce“)

### Pfälzer Dorf
Attraktionen:

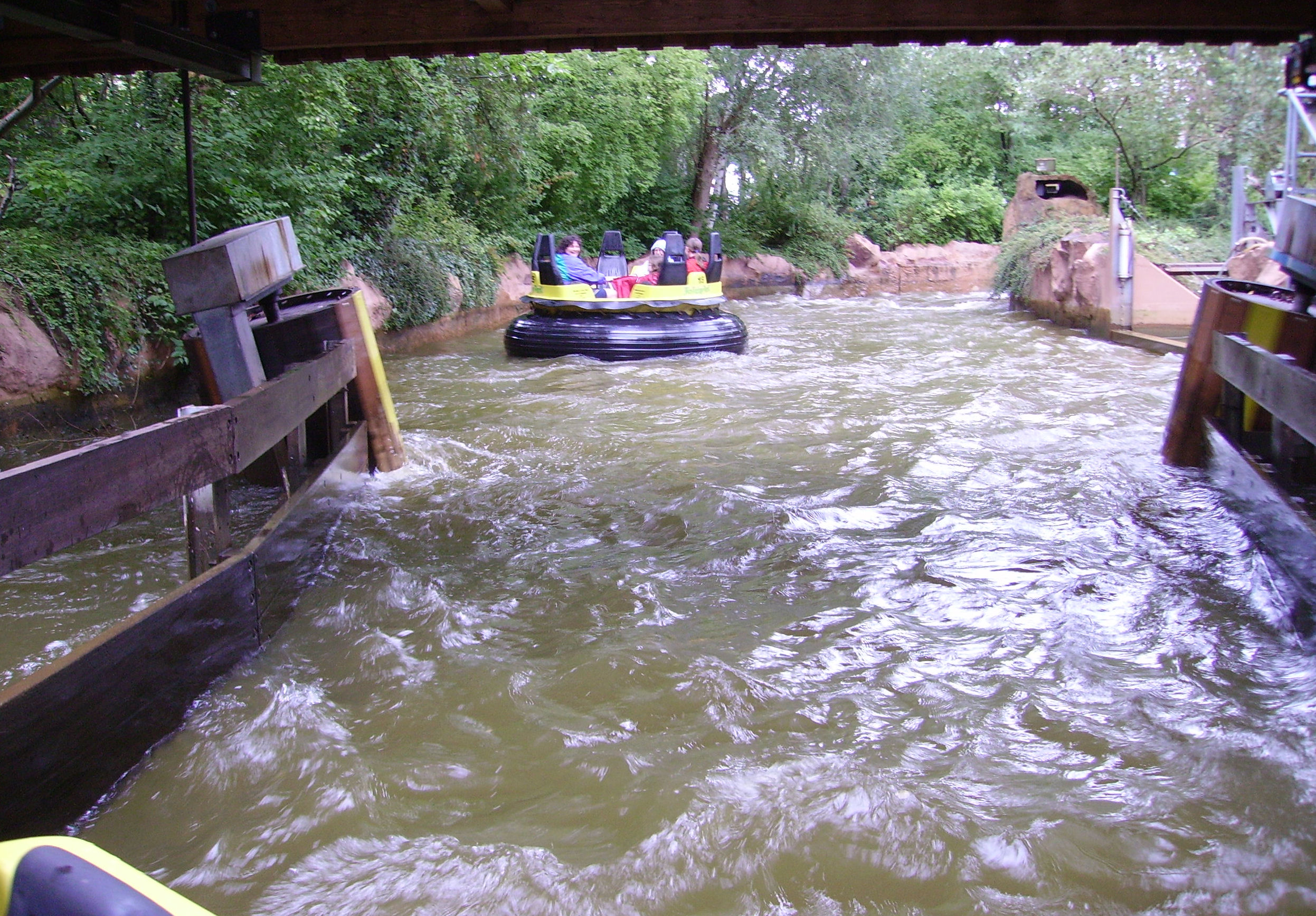
„Dino Splash“

- „Dino Splash“ – Rapid River Ride von Intamin; bis 2019 „Donnerfluss“
- „Dino Splash“ – Personentrockner von Intamin; bis 2019 Personentrockner „Donnerfluss“
- „Burg Falkenstein“ – Themenfahrt von Mack Rides (eine Reise durch das Mittelalter), seit Saisonende 2022 geschlossen, Wiedereröffnung 2025 geplant mit neuer Thematisierung „Die Schlümpfe“
- Pferdekarussell

Einrichtungen und Shops:
- „Riesenweinfass“ – Weinfass von Maurer Söhne
- „Ritter Kunos Spielstube“
- Schminkstand
- Schlümpfe Shop (ab Sommer 2025)

Restaurants und Snacks:
- Restaurant „Pfalzgraf“; bis 2015 Restaurant „Pfalzgraf“ und bis 2023 Restaurant „Casa Palatina“
- „Barbecue Grill“ (Grill Slush und Eisimbiss)
- „Waffelhaus“
- Softeis
- „Weinkellerei“

Meet & Greets:
- „Holly“
- „Schlümpfe“

### Wickieland
Attraktionen:

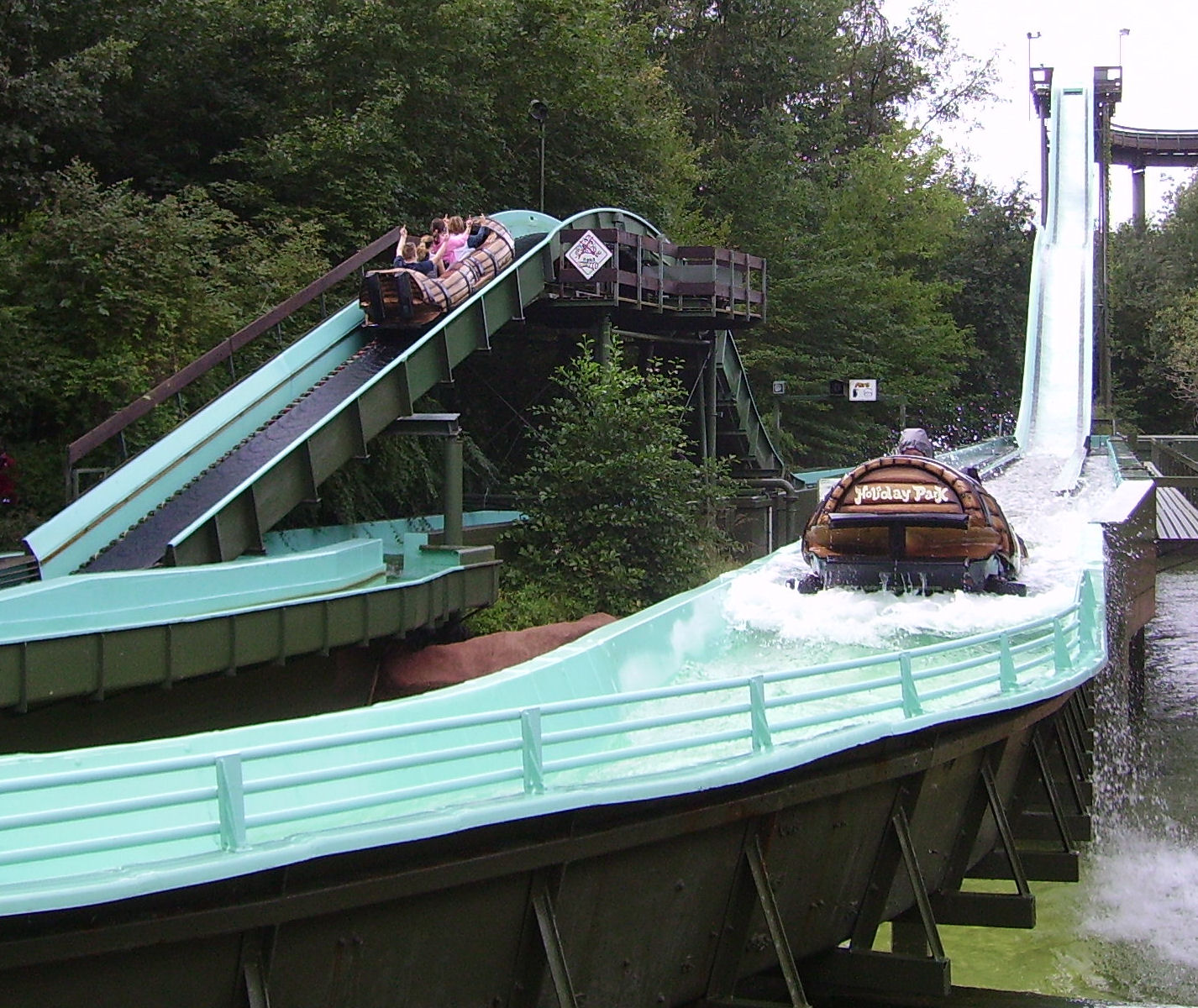
Wickie Splash

- „Wickie Splash“ – Wildwasserbahn von Mack Rides; bis 2013 „Teufelsfässer“
- „Die Große Welle“ – Disk’O Coaster von Zamperla
- „Splash Battle“ – Splash Battle von Mack Rides
- „Wickies Spielplatz“

Einrichtungen und Shops:
- „Wickie Splash Foto“ (Onride-Fotos)
- „Wickie Shop“
- „Wickie Games“ (Dosenwerfen etc.)

Restaurants und Snacks:
- „Wickie Snack“ (Würstchenimbiss)
- „Wikinger Grill“ (Döner- und Grillimbiss)

Meet & Greets:
- „Wickie und Halvar“

### Air Show 71
Der seitherige Bounty Tower Platz wurde als Themenbereich „Air Show 71“ bis zum Juli 2016 neu gestaltet.
Attraktionen:
- „Sky Fly“ – Sky Fly von Gerstlauer Amusement Rides
- „Balloon Race“ – Balloon Race von Zamperla
- „Der Rote Baron“ – Flugrundfahrtgeschäft (bei dem man selbst die Höhe bestimmen kann)
- „Wellenflug“ – Wellenflug von Wooddesign

Einrichtungen und Shops:
- „Holiday Spiele“ (Dosenwerfen etc.)
- „Air Shop“ – Verkaufsstand im Flugzeug-Design

Restaurants und Snacks:
- „Ikarus-Snack“ (externer Betreiber)

Ehemalige Attraktionen:
- „Bounty Tower“ – Condor von Huss Rides (2014/15 verkauft an das Wunderland Kalkar[21])

### Sky-Scream-Zone
Attraktionen:

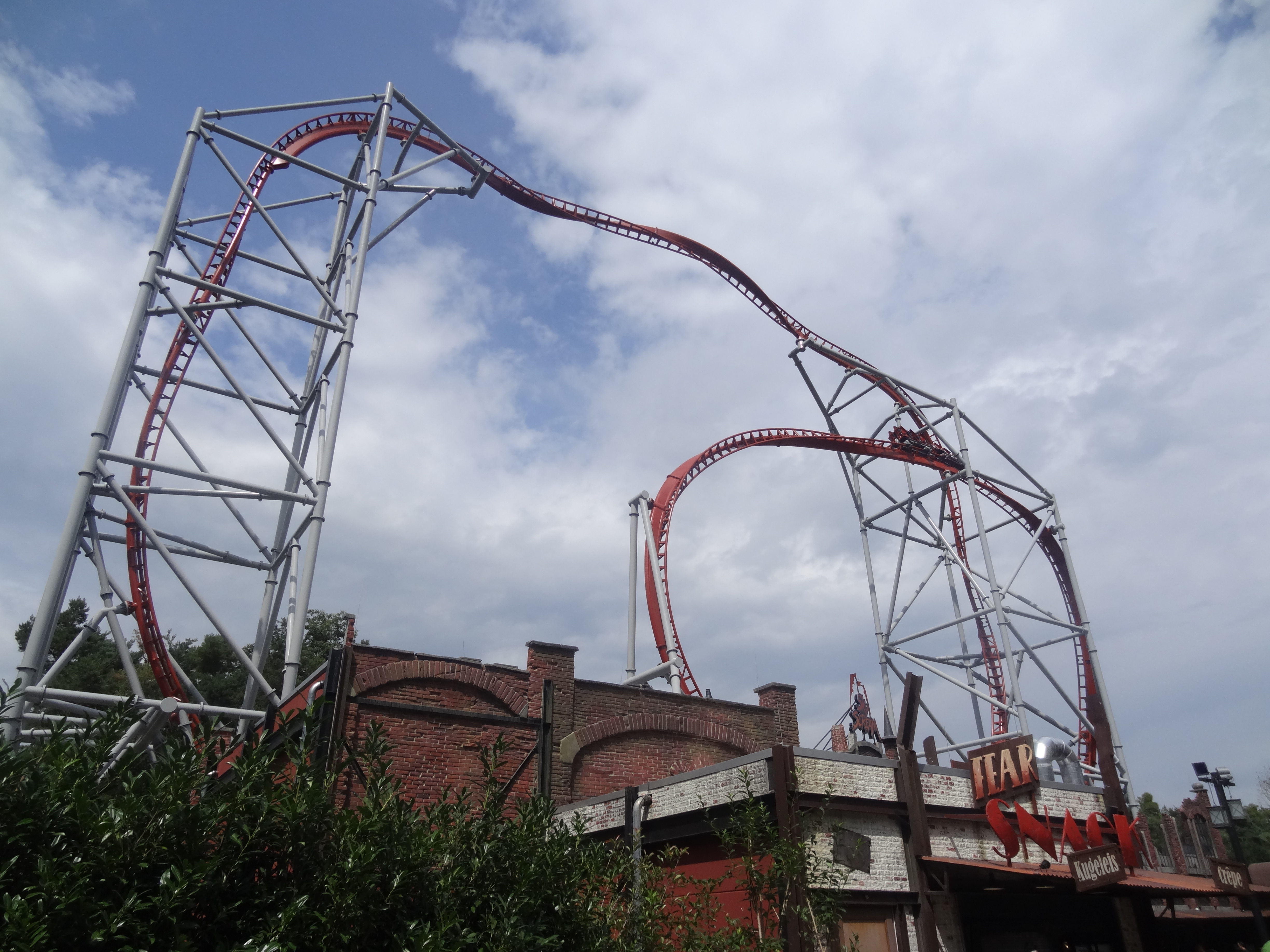
„Sky Scream“

- „Sky Scream“ – Launched Coaster (Modell Sky Rocket II) von Premier Rides

Einrichtungen und Shops:
- „Sky Scream Arcade“ (Greifarmautomaten, Glücksspiele etc.)

Restaurants und Snacks:
- „Fear Snack“
- „Fear Slush“

### Super Wings
Attraktionen:
- „Aqua Team Playground“ – Wasserspielplatz
- „Dizzie Slide“ – Röhrenrutsche
- „Donnie Slide“ – Offene Riesenrutsche
- „Jett Slide“ – Spiralrutsche

Geplante Neuerungen:
- Jetts Looping-Maschine – Loopster von Sunkid Heege

### The Beach
Attraktionen:
- „Lighthouse Tower“ – Starflyer von Funtime
- „Beach Rescue“ – Jetski von Zierer Rides
- „Fischerboote“ – Bootsrundfahrt von Metallbau Emmeln
- „Beach“ – Spielplatz

Restaurants und Snacks:
- „Beach Bar“ – Drinks & Snacks

### Blinky Bill
Attraktionen:
- „Greenville Bus“ – Crazy Bus von Zamperla
- „Blinky’s Seifenkisten“ – Speedway von Zamperla
- „Blinky’s Outback Expedition“ – Safari Jeep von Metallbau Emmeln

Restaurants und Geschäfte:
- Koala Joe’s Roadhouse (ehemals: Camp Kitchen)

## Ehemalige Themenbereiche

### Blumenpark
Attraktionen:
- Tanzender Pavillon -- Tanzender Pavillon von Gerstlauer (1994–2011)
- Tour des Fleurs -- Einschienenbahn von Mack Rides (1973–2010)

### Hollys Cartoon Town
Attraktionen:
- Hollys wilde Autofahrt -- Wilde Maus von Maurer & Söhne (2010–2016)
- Hollys Fahrschule -- Kinderfahrschule von ??? (2011–2019)

Restaurants & Snacks:
- Holly Slush -- Slush und Softdrinks (2010–2019)
- Hollys Snack-Point -- Imbiss (2010–2015)

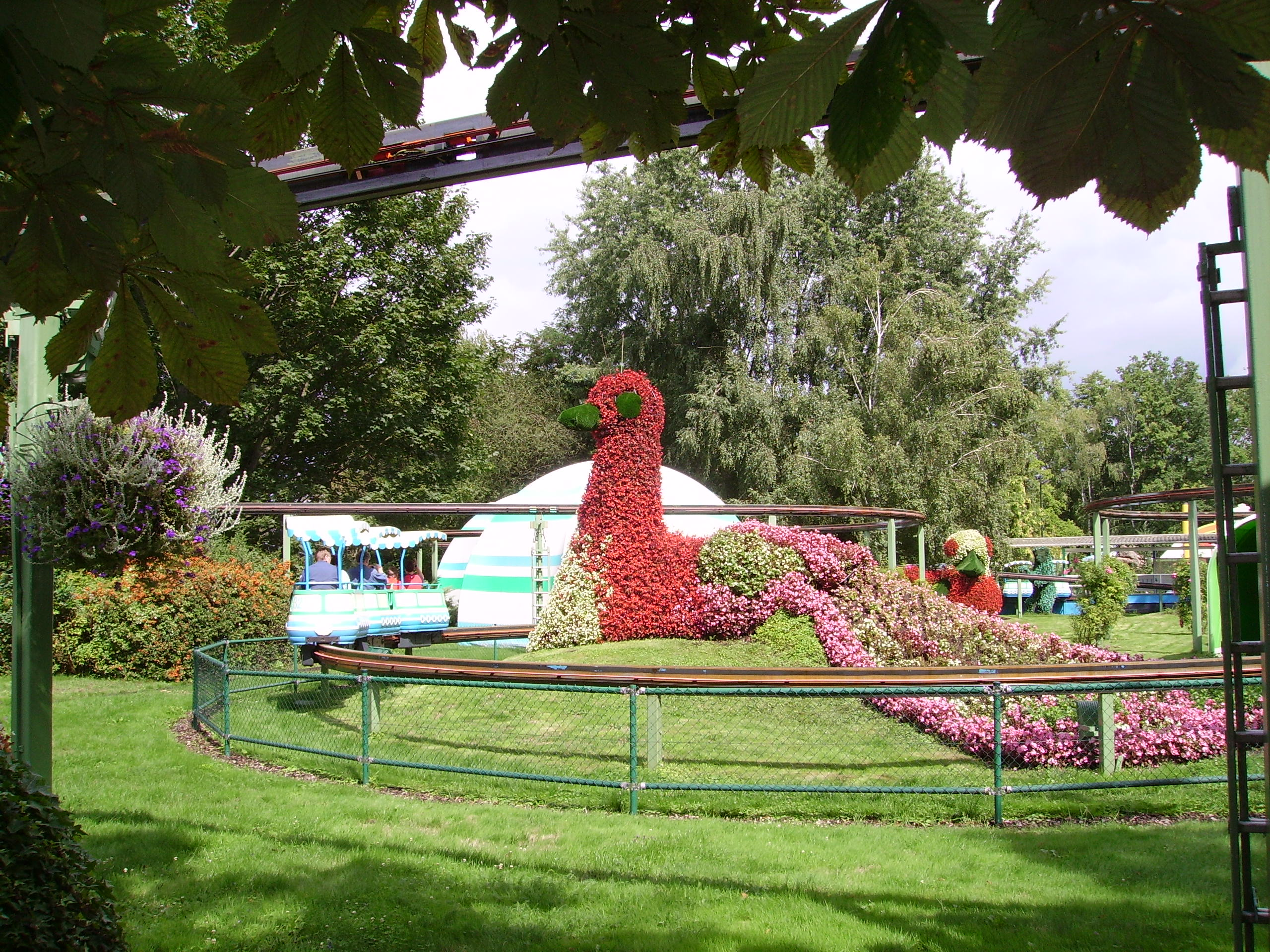
„Holiday Transit“

Einrichtungen und Shops:
- Besucher-Servicestation

## Attraktionen

### Achterbahnen
| Name                 | Eröffnung                    | Typ                     | Hersteller    | Höhe   | Geschwindigkeit | Inversionen0 | Bemerkungen | Weblinks |
| -------------------- | ---------------------------- | ----------------------- | ------------- | ------ | --------------- | ------------ | --- | -------- |
| Expedition GeForce   | 2001                         | Mega Coaster            | Intamin       | 53 m   | 120 km/h        | 0            | War zum Zeitpunkt ihrer Eröffnung die schnellste und nach The Big One im Pleasure Beach Resort die zweithöchste Achterbahn Europas. |          |
| Sky Scream           | 2014                         | Sky Rocket II           | Premier Rides | 45 m   | 100 km/h        | 1            | Befindet sich an der Stelle, an der sich zuvor die Achterbahn Superwirbel befand.                                                   |          |
| Tabalugas Achterbahn | 2018                         | Force Two               | Zierer Rides  | 9 m    | 39 km/h         | 0            | Nach Tabaluga thematisiert. |          |
| Unbekannt            | Geplant Herbst 2025 (im Bau) | Family Coaster          | Gerstlauer    | 17,5 m | 55 km/h         | 0            | Nach 100% Wolf thematisiert, mit Rückwärtsfahrt und einem Spike.                                                                    |          |
| Unbekannt            | Unbekannt                    | Xtreme Spinning Coaster | Mack Rides    | -      | -               | -            | Wie Ride to Happiness im Plopsaland Belgium bekommt die Bahn eine Tomorrowland-Thematisierung.                                      |          |

#### Ehemalige Achterbahnen
| Name                    | Eröffnung | Schließung | Typ                             | Hersteller   | Bemerkungen | Weblinks |
| ----------------------- | --------- | ---------- | ------------------------------- | ------------ | --- | -------- |
| Holly’s Wilde Autofahrt | 2010      | 2016       | Wilde Maus                      | Maurer Rides | Wurde ursprünglich 1998 oder früher als Wild Mouse in Dreamland Margate eröffnet und befand sich dort bis 2004. Von 2005 bis 2009 befand sie sich als Rat in Loudoun Castle. Nach der Schließung im Holiday Park kam sie in den Eifelpark und fährt dort seit 2017 unter dem Namen Käpt’n Jack’s Wilde Maus ihre Runden. |          |
| Superwirbel             | 1979      | 2013       | Stahlachterbahn mit Inversionen | Vekoma       | War die erste Achterbahn Deutschlands mit Inversionen. Heute befindet sich an der Stelle die Achterbahn Sky Scream. |          |
| Wilde Maus              | 1971      | 1978       | Holzachterbahn, Wilde Maus      | unbekannt    | 1978 abgebrannt. |          |

### Wasserbahnen
| Name                               | Eröffnung | Typ              | Hersteller | Besonderheiten0                                                                            |
| ---------------------------------- | --------- | ---------------- | ---------- | ------------------------------------------------------------------------------------------ |
| Dino Splash (bis 2019 Donnerfluss) | 1984      | Rapid River Ride | Intamin    | Von 1984 bis 1994 und seit 2020 wieder gibt es Onride-Fotos; wird mit Grundwasser gespeist |
| Wickie Splash                      | 1992      | Wildwasserbahn   | Mack Rides | bis 2013 „Teufelsfässer“ erste Wildwasserbahn Europas mit Rückwärtsschuss                  |

### Hoch- und Rundfahrgeschäfte
| Name                   | Eröffnung | Typ            | Hersteller                 | Besonderheiten |
| ---------------------- | --------- | -------------- | -------------------------- | --- |
| Balloon Race           | 1993      | Balloon Race   | Zamperla                   | befindet sich heute am Standort des ehemaligen „City-Jet“; stand ursprünglich an der Stelle, an der heute das große Portal am Haupteingang ist. |
| Bienchenwirbel         | 2004      | Mini Tea Cup   | Zamperla                   | ehemaliger Name: „Holly’s Honigtöpfchen“ (2004–2011)                                                                                            |
| Die Frösche            | 2011      | Jump Around    | Zamperla                   | Standorte: Platz der Fontänen (2011), Donnerfluss-Promenade (bis Sommer 2012) und Maja-Land (seit Sommer 2012)                                  |
| Free Fall Tower        | 1997      | Giant Drop     | Intamin                    | häufigste Namensänderung im Park |
| Lara’s Marienkäferflug | 2004      | Junior Jet     | Zamperla                   | ehemaliger Name: „Miss Dolly’s Hummeltanz“ (2004–2011)                                                                                          |
| Lighthouse Tower       | 2006      | Starflyer      | Funtime                    | |
| Maja’s Blumenturm      | 2011      | Family Tower   | Zierer                     | |
| Maja’s Blütensplash    | 2012      | Flying Fish    | Zierer                     | „Blütensplash-Song“ → eigener Soundtrack |
| Schmetterlingsflug     | 2012      | Magic Bikes    | Zamperla                   | je höher die Gondel, umso weiter geöffnet sind die Flügel des Schmetterlings                                                                    |
| Sky Fly                | 2015      | Sky Fly        | Gerstlauer Amusement Rides | ersetzt Bounty Tower und nimmt dessen Standort ein                                                                                              |
| Verrückter Baum        | 2012      | Kontiki        | Zierer                     | ursprünglich geplanter Name: „Willis Wilde Weide“                                                                                               |
| Willi’s Floßfahrt      | 2004      | Mini Boats     | Zamperla                   | ehemaliger Name: „Rob’s Piratenfloßfahrt“ (2004–2011)                                                                                           |
| Der Rote Baron         | 2016      | Red Baron      | Zamperla                   | Bei diesem Fahrgeschäft kann man selbst die Höhe bestimmen.                                                                                     |
| Beach Rescue           | 2017      | Jetski         | Zierer                     | |
| Fischerboote           | 2017      | Bootsrundfahrt | Metallbau Emmeln           | |
| Blinky’s Seifenkisten  | 2024      | Speedway       | Zamperla                   | |
| Greenville Bus         | 2024      | Crazy Bus      | Zamperla                   | |
| Pferdekarussell        | 2024      | unbekannt      |                            | ersetzt das in die Jahre gekommene „Antike Pferdekarussell“ im Pfälzer Dorf                                                                     |

### Themen- und Rundfahrten
| Name                        | Eröffnung | Typ              | Hersteller       | Besonderheiten0                                                                                               |
| --------------------------- | --------- | ---------------- | ---------------- | --- |
| Die Schlümpfe Abenteuer     | 1987      | Themenfahrt      | Mack Rides       | Nach Saison 2022 von „Burg Falkenstein“ zu „Die Schlümpfe Abenteuer“ umgestaltet, wiedereröffnet Saison 2025. |
| Flip der Grashüpfer         | 2011      | Reitbahn         | Metallbau Emmeln | |
| Mini-Cars                   | 2012      | Mini-Autoscooter |                  | |
| Blinky’s Outback Expedition | 2025      | Safari-Jeep      | Metallbau Emmeln | |

Ehemalige Attraktionen
| Name                                               | Eröffnung | Schließung           | Grund                       |
| -------------------------------------------------- | --------- | -------------------- | --------------------------- |
| Wellenhopser                                       | 1989      | 2020 nach Saisonende | Platzmangel                 |
| Sturmschiff                                        | 1989      | 2020 in der Saison   | Platzmangel                 |
| Hollys Fahrschule                                  | 2011      | 2019 nach der Saison | Platzmangel                 |
| Tour des Fleurs bis 1990 Holiday Transit           | 1973      | 2011 vor der Saison  | Platzmangel                 |
| Bounty Tower                                       | 1994      | 2014 nach der Saison | Platzmangel                 |
| Tanzender Pavillon                                 | 1994      | 2011 nach der Saison | Platzmangel                 |
| Kino Monumental                                    | 1978      | 1999 nach der Saison | Umgestaltung                |
| Tabalugas Abenteuer bis 2010 Kanalfahrt Anno Tobak | 1974      | 2017 nach der Saison | Platzmangel/Neue Attraktion |
| Streichelzoo                                       | 1974      |                      |                             |

Shops
| Name              | Vorherige Nutzung | Eröffnung | Produkte                                                | Schließung | Jetzige Nutzung                    |
| ----------------- | ----------------- | --------- | ------------------------------------------------------- | ---------- | ---------------------------------- |
| Dino Shop         | Hollys Candy Shop | 2022      | Dino Splash Holiday Park Süßigkeiten                    | 2023       | Keine (Umbau der Burg Falkenstein) |
| Indoor Shop       | Main Stage        | 2018      | Mia and me Biene Maja Heidi Holiday Park Süßigkeiten    |            |                                    |
| Plopsaland-Shop   | Balloon Race      | 2012      | Holiday Park GeForce Sky Scream Dino Splash Süßigkeiten |            |                                    |
| Fear Shop         | Superwirbel       | 2014      | Sky Scream Holiday Park                                 | 2020       | Sky Scream Arcade                  |
| Hollys Candy Shop | Burg Shop         | 2010      | Parkmaskottchen Süßigkeiten                             | 2021       | Dino Shop                          |
| Burg Shop         |                   | 1987      | Burg Falkenstein Holiday Park Süßigkeiten               | 2009       | Hollys Candy Shop                  |

### Chronik
| Jahr | Aktion       | Attraktion0 |
| ---- | ------------ | --- |
| 1971 | Eröffnung    | „Wilde Maus“, Delfinshow und Liliputanerdorf |
| 1972 | Eröffnung    | Showtheater (mit 600 Sitzplätzen) und neues Delfinarium mit 1800 Sitzplätzen |
| 1973 | Eröffnung    | „Holiday Transit“ (Einschienenbahn) |
| 1974 | Eröffnung    | Streichelzoo und Kanalfahrt „Anno Tobak“ |
| 1978 | Eröffnung    | „Kino Monumental“ (erstes 180-Grad-Kino Europas) |
| 1978 | Schließung   | „Wilde Maus“ (nach einem Feuer) |
| 1978 | Umgestaltung | Erweiterung des Showtheater auf 2000 Sitzplätze |
| 1979 | Eröffnung    | „City-Jet“ und „Superwirbel“ |
| 1981 | Eröffnung    | „Kuli-Rikscha“ und Antikes Pferdekarussell |
| 1982 | Eröffnung    | Vollbiologische Kläranlage |
| 1983 | Eröffnung    | Holiday Park See (30.000 m²) und „Aqua-Stadion“ (inkl. Premiere der ersten Wasserski-Show) |
| 1984 | Eröffnung    | „Donnerfluss“ |
| 1986 | Eröffnung    | Showbühne im „Pfälzer Dorf“ |
| 1987 | Eröffnung    | „Burg Falkenstein“ |
| 1989 | Eröffnung    | Maritimer Themenbereich mit den Attraktionen „Wellenhopser“ und „Sturmschiff“ |
| 1990 | Schließung   | Kuli-Rikscha |
| 1991 | Umgestaltung | „Holiday Transit“ → „Tour des Fleurs“ |
| 1992 | Eröffnung    | „Teufelsfässer“ (heute „Wickie-Splash“) |
| 1993 | Eröffnung    | „Balloon Race“ |
| 1994 | Eröffnung    | „Tanzender Pavillon“ und „Bounty Tower“ |
| 1995 | Schließung   | Delfinarium |
| 1995 | Umgestaltung | Delfinarium → „Aquascope“ |
| 1996 | Schließung   | Liliputanerdorf |
| 1997 | Eröffnung    | „Free Fall Tower“ |
| 2000 | Eröffnung    | „Spinning Barrels“ |
| 2001 | Eröffnung    | „Expedition GeForce“ |
| 2004 | Eröffnung    | Themenbereich „Holly’s Kinderland“ mit den Attraktionen „Rob’s Piraten Floßfahrt“, „Dolly’s Marienkäferflug“, „Holly’s Honigtöpfchen“, „Mini Cars“, „Holly’s Kinder Dschungel“ und „Burg Holly“                                                                                   |
| 2006 | Eröffnung    | „Lighthouse Tower“ |
| 2008 | Eröffnung    | Tretboote auf dem Holiday Park See und „Holiday Park Express“ (eine Art Parkbahn auf Rädern, mit der man durch den Park gefahren ist und über Lautsprecher Informationen zu den einzelnen Stationen im Park erhalten hat.)                                                        |
| 2010 | Eröffnung    | Themenbereich „Holly’s CARtoon Town“ mit der Attraktion „Holly’s Wilde Autofahrt“ |
| 2011 | Schließung   | „Tour des Fleurs“ (vor Saison) und „Tanzender Pavillon“ (nach Saison) |
| 2011 | Eröffnung    | „Flip, der Grashüpfer“ (Einschienenbahn), „Holly’s Fahrschule“, „Tanzenden Fontänen“ und „Herr Frosch“ (heute: „Die Frösche“) |
| 2011 | Umgestaltung | „Anno Tobac“ → „Tabalugas Abenteuer“ und „Free Fall Tower“ → „Anubis Free Fall Tower“ |
| 2012 | Schließung   | „Aquascope“, Tretboote und Holiday Park Express |
| 2012 | Eröffnung    | Themenbereich „Majaland“ mit den neuen Attraktionen: „Maja’s Blütensplash“, „Verrückter Baum“, „Blumenturm“, „Schmetterlingsflug“ und „Rieseneimer“ Neuer Eingang (inkl. Eingangsbereich) und Häuserzeile am „Platz der Fontänen“                                                 |
| 2012 | Umgestaltung | „Herr Frosch“ → „Die Frösche“, „Mini Cars“ (neue Thematisierung), „Dolly’s Bienchenflug“ → „Laras Marienkäferflug“, „Hollys Honigtöpfchen“ → „Bienchenwirbel“, „Robs Piratenfloße“ → „Willis Floßfahrt“ Umzug des „Balloon Race“ an den heutigen Standort am „Bounty Tower Platz“ |
| 2013 | Erweiterung  | „Maja-Burger“ und „Spielplatz“ im Majaland Neues Stationsdach bei „Tabalugas Abenteuer“ Neue Seepromenade zwischen „Anubis Free Fall Tower“ und „Pfälzer Dorf“ |
| 2013 | Schließung   | „Superwirbel“ |
| 2014 | Umgestaltung | „Teufelsfässer“ → „Wickie Splash“ |
| 2014 | Eröffnung    | Themenbereich „Sky Scream Zone“ mit der Katapultachterbahn „Sky Scream“ |
| 2015 | Schließung   | „Bounty Tower“ und „Spinning Barrels“ |
| 2015 | Umgestaltung | „Restaurant Pfalzgraf“ → „Casa Palatina“ |
| 2015 | Eröffnung    | „Sky Fly“ |
| 2016 | Eröffnung    | „Wellenflug“ und „Red Baron“ Themenbereich Airshow ’71 (mit „Wellenflug“, „Red Baron“, „Balloon Race“ und „Sky Fly“) |
| 2016 | Schließung   | „Hollys Wilde Autofahrt“ |
| 2017 | Eröffnung    | „Beach Rescue“ und Bootsrundfahrt Themenbereich „The Beach“ (mit „Lighthouse Tower“ (bestehend), „Beach Rescue“ und Bootsrundfahrt) |
| 2018 | Erweiterung  | „Holiday Indoor“ mit den Fahrgeschäften „Mias Elfenflug“, „Bauernhofkarusell“, „Tabalugas Achterbahn“, einem „Abenteuerkletterwald“ mit Bällebad, einem Spielplatz sowie gastronomischem Angebot                                                                                  |
| 2018 | Schließung   | „Tabalugas Abenteuer“ |
| 2019 | Schließung   | „Hollys Fahrschule“ |
| 2020 | Umgestaltung | „Donnerfluss“ → „Dino Splash“ |
| 2020 | Schließung   | „Sturmschiff“ und „Wellenhopser“ |
| 2021 | Eröffnung    | „Wickieland“ mit „Diskocoaster“ und „Splash Battle“ |
| 2022 | Schließung   | Schließung und Abriss „Aqua Stadion“ |
| 2022 | Umgestaltung | „Burg Falkenstein“ (→ „Die Schlümpfe“, 2025) |
| 2023 | Eröffnung    | Wasserspielplatz „Super Wings“ |
| 2023 | Schließung   | Antikes Pferdekarussell |
| 2024 | Eröffnung    | Themenbereich „Blinky Bill“ mit „Greenville Bus“ und „Blinky’s Seifenkisten“ neues Pferdekarussell im Pfälzer Dorf |
| 2025 | Eröffnung    | „Blinky’s Outback Expedition“, „Die Schlümpfe Abenteuer“ (ab Sommer), „100% Wolf Achterbahn“ (ab Herbst) |

(Quelle)

## Wasserski-Show
Die bis 2020 jährlich wechselnde Wasserski-Show auf dem 30.000 m² großen Holiday-Park-See war die einzige und älteste ihrer Art in Europa; sie hat in der Saison mehrmals am Tag stattgefunden. Gezeigt wurden unter anderem Sprünge über Rampen und zahlreiche Stunts, eingebunden in eine kurze Geschichte erzählt von einem Moderator, begleitet von Sound- und Feuerwerkseffekten. Im Jahr 2005 war das Erste Deutsche Wasserski Show Team fünf Tage zu Gast auf dem See und zeigte dreimal am Tag eine Wasserski-Show aus Akrobatik und Clownerie.